# 팔레스타의 영웅
《팔레스타의 영웅》(Cast A Giant Shadow)은 미국에서 제작된 멜빌 샤벨슨 감독의 1966년 고예산의 액션, 전쟁, 모험, 드라마 영화이다. 커크 더글라스 등이 주연으로 출연하였고 멜빌 샤벨슨이 제작, 각색, 감독에 모두 참여하였다.

## 출연

### 주연
- 커크 더글라스
- 센타 버거

### 조연
- 앤지 디킨슨
- 제임스 도날드
- 스타디스 지아렐리스
- 루더 애들러
- 토폴
- 루스 화이트
- 고든 잭슨
- 마이클 홀든
- 앨런 커스버트슨
- 제레미 켐프
- 숀 바렛
- 마이클 쉴로

## 기타
- 공동제작: 마이클 웨인
- 미술: 마이클 스트링거
- 의상: 마가렛 퍼스
- 배역: 린 스터마스터